# أنور نور
أنور نور ( 16 يوليو 1991-) ممثل ومغني لبناني.

## حياته
درس تخصص إدارة الإعمال في الجامعة اللبنانية  الأمريكية في بيروت.

## مشواره المهني
شارك في برنامج ستديو الفن عام 2010 عن فئة الأغنية الكلاسيكية وحاز على الميدالية الذهبية، أطلق أول أغنياته الليلة عيدي ثم أطلق ألبوما بنفس العنوان
انطلاقته في التمثيل عام 2017 من خلال مسلسل أدهم بيك لكن شهرته جاءت بعد مشاركته في مسلسل الباشا مع رشيد عساف حيث جسد شخصية وحيد ابن الباشا الذي يحب شوكت ويخوض حربا مع والده من أجلها كما قام بغناء تتر المسلسل. 

## أعماله

### الألبومات
| العام | الألبوم       | الأغاني                                           |
| ----- | ------------- | ------------------------------------------------- |
| 2011  | "الليلي عيدي" | "خلصت مني"،"قرب مني"،"اليك وحدك" ، " الليلي عيدي" |

### فيديو كليبات
| الأغنية     | المخرج      | المنتج       | العام |
| ----------- | ----------- | ------------ | ----- |
| الليلة عيدي | جان ريشا    | فهمي الدجاني | 2011  |
| كرهيني      | بشير أسمر   | فهمي الدجاني | 2014  |
| خلصت مني    | بشير أسمر   | فهمي الدجاني | 2014  |
| شلت همين    | بلال زيبارة | الريماس      | 2015  |
| منو قليل    |             | فهمي الدجاني | 2019  |

### في التمثيل
| سنة الإنتاج | اسم المسلسل      | الشخصية |
| ----------- | ---------------- | ------- |
| 2017        | أدهم بيك         | فراس    |
| 2018        | أصحاب 3          | بوب     |
| 2019        | الباشا           | وحيد    |
| 2019        | لا قبلك ولا بعدك |         |
| 2020        | يا دللي يا أنا   | فريد    |
| 2021        | حكايتي           | نور     |
| 2022        | الزوجة الأولى ج2 | د.جاد   |

### أغاني وطنية
- (2015):نحبك يا الإمارات مع مشاعل
- (2019):كلن يعني كلن

### أغاني مسلسلات
- (2018):دورة جونية جبيل
- (2019):الباشا
- 2019:لا قبلك ولا بعدك
- (2020):يا دللي يا أنا